# Rachel Sennott
Rachel Anne Sennott (Simsbury, 19 de setembro de 1995) é uma atriz, comediante, e roteirista estadunidense.

## Início de vida
Rachel Anne Sennott nasceu em 19 de setembro de 1995 em Simsbury, estado de Connecticut, filha de Donna (Virzi) e Jack Sennott. Ela tem ascendência italiana e irlandesa, e foi criada na religião católica. Sennott graduou-se na Simsbury High School em 2014.

## Carreira
Sennott se interessou pela comédia no primeiro ano de faculdade, quando foi a um encontro em um bar em uma noite de microfone aberto. Ela estudou interpretação na Tisch School of the Arts da Universidade de Nova Iorque (NYU), formando-se em 2017. Durante a faculdade ela continuou a fazer shows de comédia em noites de microfone aberto, além de atuar em filmes de estudantes da NYU. Em 2018 Sennott interpretou Danielle no curta-metragem "Shiva Baby", de Emma Seligman; ela reprisou esse papel na adaptação cinematográfica de 2020.
Em 2018, sentindo-se fora do controle de sua carreira incipiente, ela se voltou para a comédia no Twitter, onde escrevia piadas curtas. Ela disse à revista Nylon que não gostou da cena de microfone aberto de Manhattan, sentindo que as pessoas estavam rindo dela e não com ela, e rapidamente mudou para a cena alternativa fazendo shows regulares no "It's a Guy Thing". Ela então desenvolveu seus próprios shows em 2018, "Puke Fest" e "Ur Gonna Slp Rlly Well Tonight". O "Puke Fest" combina números de stand-up com jogo de beber e passou a ser transmitido ao vivo no Instagram durante a pandemia de COVID-19. Sua distinta voz cômica, uma personalidade "bagunçada" e muitas vezes reclamando de namoros e economia, rapidamente se tornou popular na cena alternativa; em 2019, Sennott foi nomeada uma das seis melhores comediantes da cena alternativa em listas da Time Out New York e Pop Dust, que citaram suas interpretações satíricas únicas sobre aspectos da vida e cultura dos millennials. Ela satiriza outros elementos da cultura; alguns de seus trechos mais populares incluem um vídeo sobre a cultura cinematográfica de Los Angeles e um sobre mulheres jovens obcecadas por bebês. Um trecho em áudio de seu vídeo em Los Angeles foi usado no início da música "Bump This" de Michael Medrano, Jake Germain e Michete.
Na televisão, Sennott fez uma participação na série "High Maintenance", da HBO, e interpretou Jackie Raines em "Call Your Mother". Ela também desenvolveu séries do Comedy Central com Ayo Edebiri, e seus programas "Ayo and Rachel Are Single" e "Taking the Stage" começaram a ser exibidos no canal em 2020. Sennott também participou, ao lado de Edebiri e outras comediantes,  da série de documentários "Speak Up", buscando amplificar as vozes femininas sobre o trabalho na comédia.
No cinema, Sennott estrelou em 2020 os filmes "Tahara" e Shiva Baby. Ambos os filmes são coming-of-age e abordam narrativas judaicas e queer ambientadas em funerais, embora Sennott não seja queer nem judia. Em "Shiva Baby", no qual interpretou a protagonista Danielle, a atuação de Sennott foi destaque em diversas críticas, com Andrew Parker do The GATE dizendo que ela teve "um desempenho maravilhoso", e Alex de Vore do Santa Fe Reporter escrevendo que "depois de sua atuação [no filme], ela provavelmente deveria ter permissão para fazer o que quiser - ela é natural". Sennott ganhou o prêmio Estrela em Ascensão no Philadelphia Jewish Film Festival. Em 2022 Sennott interpretou Alice em "Bodies Bodies Bodies", slasher produzido pela A24 que também continha comédia e sátira social. Ela foi constantemente considerada pela crítica como o destaque do filme.
Sennott irá estrelar o drama de época "Finalmente L'alba", de Saverio Costanzo. Ela também irá participar da série de televisão "The Idol", da HBO.

## Vida pessoal
Em junho de 2020, Sennott participou de uma transmissão ao vivo em apoio ao Black Trans Travel Fund. Ela mora em Los Angeles e Nova Iorque.

## Filmografia
| Ano  | Filme                | Papel         | Notas                                                  |
| ---- | -------------------- | ------------- | ------------------------------------------------------ |
| 2018 | Shiva Baby           | Danielle      | Curta-metragem                                         |
| 2020 | Tahara               | Hannah Rosen  | Longa-metragem                                         |
| 2020 | Shiva Baby           | Danielle      | Longa-metragem; também produtora executiva             |
| 2022 | Appendage            | Ella          | Curta-metragem                                         |
| 2022 | Bodies Bodies Bodies | Alice         | Longa-metragem                                         |
| 2023 | Susie Searches       | Jillian       | [ 47 ]                                                 |
| 2023 | Bottoms              | PJ            | Longa-metragem; também escritora e produtora executiva |
| 2023 | I Used to Be Funny   | Sam           |                                                        |
| 2023 | Finalmente L’alba    | Nan Roth      | Longa-metragem                                         |
| 2024 | Saturday Night       | Rosie Shuster | [ 50 ]                                                 |
| 2025 | Bunnylovr            | Bella         |                                                        |
| 2025 | Holland              | Candy Deboer  | Cameo                                                  |

| Ano  | Título                    | Papel         | Notas            |
| ---- | ------------------------- | ------------- | ---------------- |
| 2018 | High Maintenance          |               | [ 10 ]           |
| 2020 | Ayo and Rachel Are Single |               | [ 21 ]           |
| 2020 | Taking the Stage          |               | [ 21 ]           |
| 2020 | Speak Up                  | Ela mesma     | [ 24 ]           |
| 2021 | Call Your Mother          | Jackie Raines | [ 20 ]           |
| 2023 | The Idol                  | Leia          | Papel recorrente |

## Prêmios e indicações
| Ano  | Associação                                     | Categoria                      | Trabalho   | Resultado | Ref(s).       |
| ---- | ---------------------------------------------- | ------------------------------ | ---------- | --------- | ------------- |
| 2020 | Philadelphia Jewish Film Festival              | Estrela em Ascensão            | Shiva Baby | Venceu    | [ 33 ]        |
| 2021 | Gotham Awards                                  | Melhor Ator ou Atriz estreante | Shiva Baby | Indicada  | [ 53 ]        |
| 2021 | Hollywood Critics Association Midseason Awards | Melhor Atriz                   | Shiva Baby | Indicada  | [ 54 ]        |
| 2021 | The ReFrame Stamp                              | The ReFrame Stamp              | Shiva Baby | Venceu    | [ 55 ] [ 56 ] |